# تل بيوت

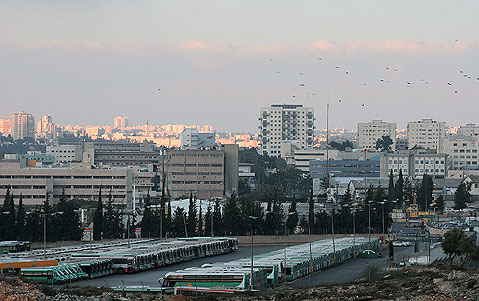
المنطقة الصناعية في تل بيوت عام 2006

تل بيوت (بالعبرية: תלפיות) هي حي الطالبية في القدس. من الخطأ أن تترجم أو تكتب بالعربية كـ: تل بيوت فهذا تحريف للاسم العربي «حي الطالبية». احتل حي الطالبية من قبل الصهاينة في عام 1948.
أصبح الحي اليوم مركزاً تجارياً كبيراً واجتذب المنظمات غير الهادفة للربح. المنطقة الصناعية في حي الطالبية هي واحدة من أكبر المناطق الصناعية في إسرائيل، وتوجد خطط لتوسيعها كمركز للتسوق والترفيه والصناعة.